# Baia de Criș
Baia de Criș es una comuna ubicada en el distrito de Hunedoara, Rumania.

## Superficie
Cuenta con una superficie de 89,72 kilómetros cuadrados.

## Demografía
Hasta 2021 la población era de 2176 habitantes, con una densidad de población de 24,25 habitantes por kilómetro cuadrado.